# Carl-Heymann-Preis
Der Carl-Heymann-Preis – European Legal Award ist nach dem Verleger Carl  Heymann benannt und würdigt als Wissenschaftspreis rechtswissenschaftliche Beiträge und juristisch-politische Leistungen, die dem Gedanken der Einigung der Nationen, der Fortentwicklung des Rechts, dem Frieden in Europa sowie der wirtschaftlichen, politischen und kulturellen Bedeutung der Europäischen Union Rechnung tragen.
Der Preis ist mit 50.000 Euro dotiert und wird von Carl Heymanns gemeinnütziger GmbH (Frankfurt am Main) verliehen. Die gGmbH wurde 2012 auf Initiative des Verlagskonzerns Wolters Kluwer Deutschland gegründet und ist nicht zu verwechseln mit dem ähnlich lautenden Verlag in der Frankfurter Paulskirche.
Die Auszeichnung wird an Personen vergeben, deren persönliche Leistungen und deren politisch oder rechtswissenschaftlich-politisches Schaffen und Wirken zur vertieften Integration der europäischen Mitgliedsländer beigetragen haben. Das Kuratorium der gemeinnützigen Gesellschaft setzt sich aus hochrangigen Repräsentanten der Europäischen Kommission, Vertretern des Europäischen Gerichtshofs, Rechtsgelehrten, Richtern, Diplomaten und einem Vertreter der Anwaltschaft zusammen. 2012 traten in dem Kuratorium Viviane Reding, Vassilios Skouris, Angelika Nußberger, Janusz Reiter und Wolfgang Ewer zusammen.
Zum Preisträger 2013 wurde der ehemalige französische Justizminister, Gelehrte, Politiker und Jurist Robert Badinter ernannt, der für sein Lebenswerk und seinen Entwurf einer europäischen Verfassung geehrt wurde.
2015 wurde Karsten Schmidt, Inhaber des Lehrstuhls für Unternehmensrecht an der Bucerius Law School, für seine das Fachgebiet prägenden Beiträge zum Handelsrecht, Gesellschaftsrecht, Kartellrecht, Insolvenzrecht und Geldrecht ausgezeichnet.